# Niki Torrão
Nicholas Mário de Almeida Torrão, meglio noto come Niki Torrão (Johannesburg, 18 novembre 1987), è un calciatore sudafricano naturalizzato macaense, attaccante del Benfica de Macau.

## Carriera

### Nazionale
Tra il 2011 ed il 2023 ha totalizzato complessivamente 21 presenze e 9 reti in nazionale.

## Statistiche

### Cronologia presenze e reti in nazionale
| Cronologia completa delle presenze e delle reti in nazionale ― Macao | Cronologia completa delle presenze e delle reti in nazionale ― Macao | Cronologia completa delle presenze e delle reti in nazionale ― Macao | Cronologia completa delle presenze e delle reti in nazionale ― Macao | Cronologia completa delle presenze e delle reti in nazionale ― Macao | Cronologia completa delle presenze e delle reti in nazionale ― Macao | Cronologia completa delle presenze e delle reti in nazionale ― Macao | Cronologia completa delle presenze e delle reti in nazionale ― Macao |
| Data                                                                 | Città                                                                | In casa                                                              | Risultato                                                            | Ospiti                                                               | Competizione                                                         | Reti                                                                 | Note                                                                 |
| -------------------------------------------------------------------- | -------------------------------------------------------------------- | -------------------------------------------------------------------- | -------------------------------------------------------------------- | -------------------------------------------------------------------- | -------------------------------------------------------------------- | -------------------------------------------------------------------- | -------------------------------------------------------------------- |
| 29-6-2011                                                            | Ho Chi Minh                                                          | Vietnam                                                              | 6 – 0                                                                | Macao                                                                | Qual. Mondiali 2014                                                  | -                                                                    |                                                                      |
| 3-7-2011                                                             | Taipa                                                                | Macao                                                                | 1 – 7                                                                | Vietnam                                                              | Qual. Mondiali 2014                                                  | -                                                                    |                                                                      |
| 14-10-2014                                                           | Taipa                                                                | Macao                                                                | 2 – 2                                                                | Singapore                                                            | Amichevole                                                           | 1                                                                    |                                                                      |
| 12-3-2015                                                            | Phnom Penh                                                           | Cambogia                                                             | 3 – 0                                                                | Macao                                                                | Qual. Mondiali 2018                                                  | -                                                                    |                                                                      |
| 17-3-2015                                                            | Taipa                                                                | Macao                                                                | 1 – 1                                                                | Cambogia                                                             | Qual. Mondiali 2018                                                  | -                                                                    |                                                                      |
| 14-11-2015                                                           | Chai Wan                                                             | Hong Kong                                                            | 2 – 0                                                                | Macao                                                                | Amichevole                                                           | -                                                                    |                                                                      |
| 3-11-2016                                                            | Kuching                                                              | Macao                                                                | 2 – 1                                                                | Mongolia                                                             | Amichevole                                                           | 2                                                                    | 83’                                                                  |
| 6-11-2016                                                            | Kuching                                                              | Laos                                                                 | 1 – 4                                                                | Macao                                                                | Amichevole                                                           | 2                                                                    | 85’                                                                  |
| 12-11-2016                                                           | Kuching                                                              | Macao                                                                | 1 – 1 dts (4 - 3 dtr)                                                | Brunei                                                               | Amichevole                                                           | -                                                                    | 45+1’                                                                |
| 15-11-2016                                                           | Kuching                                                              | Nepal                                                                | 1 – 0                                                                | Macao                                                                | Amichevole                                                           | -                                                                    |                                                                      |
| 28-3-2017                                                            | Biškek                                                               | Kirghizistan                                                         | 1 – 0                                                                | Macao                                                                | Qual. Coppa d'Asia 2019                                              | -                                                                    |                                                                      |
| 13-6-2017                                                            | Taipa                                                                | Macao                                                                | 0 – 4                                                                | Birmania                                                             | Qual. Coppa d'Asia 2019                                              | -                                                                    |                                                                      |
| 2-10-2017                                                            | Taipa                                                                | Macao                                                                | 3 – 1                                                                | Laos                                                                 | Amichevole                                                           | 1                                                                    |                                                                      |
| 11-10-2017                                                           | Bangalore                                                            | India                                                                | 4 – 1                                                                | Macao                                                                | Qual. Coppa d'Asia 2019                                              | 1                                                                    |                                                                      |
| 14-11-2017                                                           | Taipa                                                                | Macao                                                                | 3 – 4                                                                | Kirghizistan                                                         | Qual. Coppa d'Asia 2019                                              | 1                                                                    |                                                                      |
| 6-6-2019                                                             | Zhuhai                                                               | Macao                                                                | 1 – 0                                                                | Sri Lanka                                                            | Qual. Mondiali 2022                                                  | -                                                                    | 90+3’                                                                |
| Totale                                                               |                                                                      | Presenze                                                             | 16                                                                   |                                                                      | Reti                                                                 | 8                                                                    |                                                                      |

## Palmarès

### Club

#### Competizioni nazionali
- Campionato macaense: 7

Ka I: 2011, 2012
Benfica de Macau: 2014, 2015, 2016, 2017, 2018